# John J. Speight

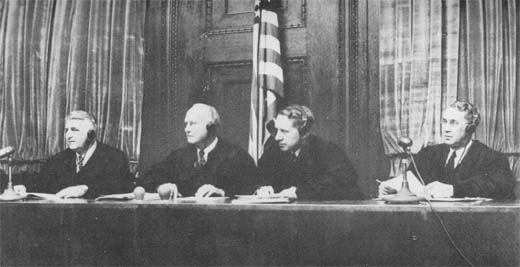
John J. Speight (ganz rechts) beim Pohl-Prozess

John J. Speight (* ?, ca. 1885–90; † 24. Juli 1954 in Washington, D.C.) war ein amerikanischer Jurist. Speight war Richter bei mehreren der Nürnberger Nachfolgeprozesse 1946–1948.

## Leben
John Joshua Speight wuchs in Eufaula in Alabama auf. 1908 graduierte Speight von der Südstaatenuniversität Washington and Lee University in Lexington, VA. Dort war er Mitglied der Fraternity Phi Gamma Delta, deren Chapter an der Washington and Lee University (Zeta Deuteron) seit 1868 besteht. Speight heiratete im August 1917 Ruth Wood aus New York City, die beiden nahmen ihre Wohnung im Süden der USA.
Vor seiner Berufung zu den Nürnberger Prozessen hatte Speight keine Erfahrung als Richter, er hatte allerdings mehr als 30 Jahre als Rechtsanwalt praktiziert und hatte Erfahrung als Special Attorney im Justice Department von Montgomery, Alabama gesammelt.
Anfang 1947 wurde Speight zum Richter (Alternate Judge) im Milch-Prozess berufen. Auch Michael A. Musmanno war dort Richter, den Vorsitz hatte Robert M. Toms. Von Januar bis November 1947 war Speight Richter (Alternate Judge) im Pohl-Prozess, auch dort saß Musmanno auf der Richterbank. 1947/48 war Speight dann einer von drei Richtern im Einsatzgruppenprozess, den Vorsitz führte Michael A. Musmanno.